# زهور (ناحیه تاخوف)
زهور (به چکی: Zhoř) یک منطقهٔ مسکونی در جمهوری چک است که در ناحیه تاخوو واقع شده‌است. زهور ۱۰٫۵۴ کیلومتر مربع مساحت و ۱۷۱ نفر جمعیت دارد و ۵۰۲ متر بالاتر از سطح دریا واقع شده‌است.